# 関根和喜
関根 和喜（せきね かずよし）は、日本の材料工学者。横浜国立大学名誉教授。元日本高圧力技術協会会長。元日本非破壊検査協会副会長。

## 人物・経歴
1966年横浜国立大学工学部金属工学科卒業。1968年横浜国立大学大学院工学研究科金属工学専攻修士課程修了。横浜国立大学助手を経て、1979年東京大学工学博士。1980年横浜国立大学講師。1982年横浜国立大学助教授。1992年神奈川県非破壊試験技術交流会会長。2000年横浜国立大学教授。2002年安全工学会理事。2003年日本非破壊検査協会副会長、石油学会理事・装置部会長。2004年横浜国立大学安心・安全の科学研究教育センターセンター長。2005年日本高圧力技術協会副会長。2007年日本消防検定協会理事。2008年横浜国立大学安心・安全の科学研究教育センター特任教授。2009年日本高圧力技術協会会長、労働安全衛生総合研究所フェロー。

## 受賞
- 1990年安全工学協会論文賞[1]
- 1993年日本非破壊検査協会功績賞[1]
- 1998年日本高圧力技術協会科学技術振興賞[1]
- 1998年日本高圧力技術協会科学技術賞（論文賞）[1]
- 1999年安全工学協会論文賞[1]
- 2002年日本非破壊検査協会功績賞[1]
- 2006年安全工学協会論文賞[1]
- 2007年日本高圧力技術協会科学技術賞（論文賞）[1]
- 2008年高圧ガス保安協会会長表彰保安功労者表彰[1]
- 2009年日本非破壊検査協会業績賞[1]
- 2010年安全工学会北川学術賞[1]
- 2010年石油学会学会功績賞[1]
- 2011年日本塑性加工学会塑性加工功労賞[1]
- 2012年神奈川県非破壊試験技術交流会功労賞[1]
- 2013年日本高圧力技術協会特別功労賞[1]
- 2013年日本高圧力技術協会功績賞[1]